# Centro Universitario de Plasencia
El Centro Universitario de Plasencia está situado en la ciudad de Plasencia, en el norte de Extremadura y es uno de los cuatro campus que forman la Universidad de Extremadura y se configura como un centro multicurricular en el que se ofertan cuatro titulaciones, bastante diferentes entre sí, lo que le dota de cierta singularidad.
Las cuatro carreras que se imparten en el campus son Grado en Podología, Grado en enfermería, ADE y Grado en Ingeniería Forestal y del Medio Natural, especialidad Explotaciones Forestales.
Para la formación de los alumnos, el Centro cuenta con laboratorios, aulas de informática y de idiomas para realizar prácticas, viveros y una Clínica Podológica. Cuenta así mismo con un pabellón y varias otras instalaciones deportivas.
Para los alumnos no residentes en la ciudad, existe en el Centro una Residencia Universitaria de 104 plazas, gestionada por la  Junta de Extremadura.

## Situación y accesos

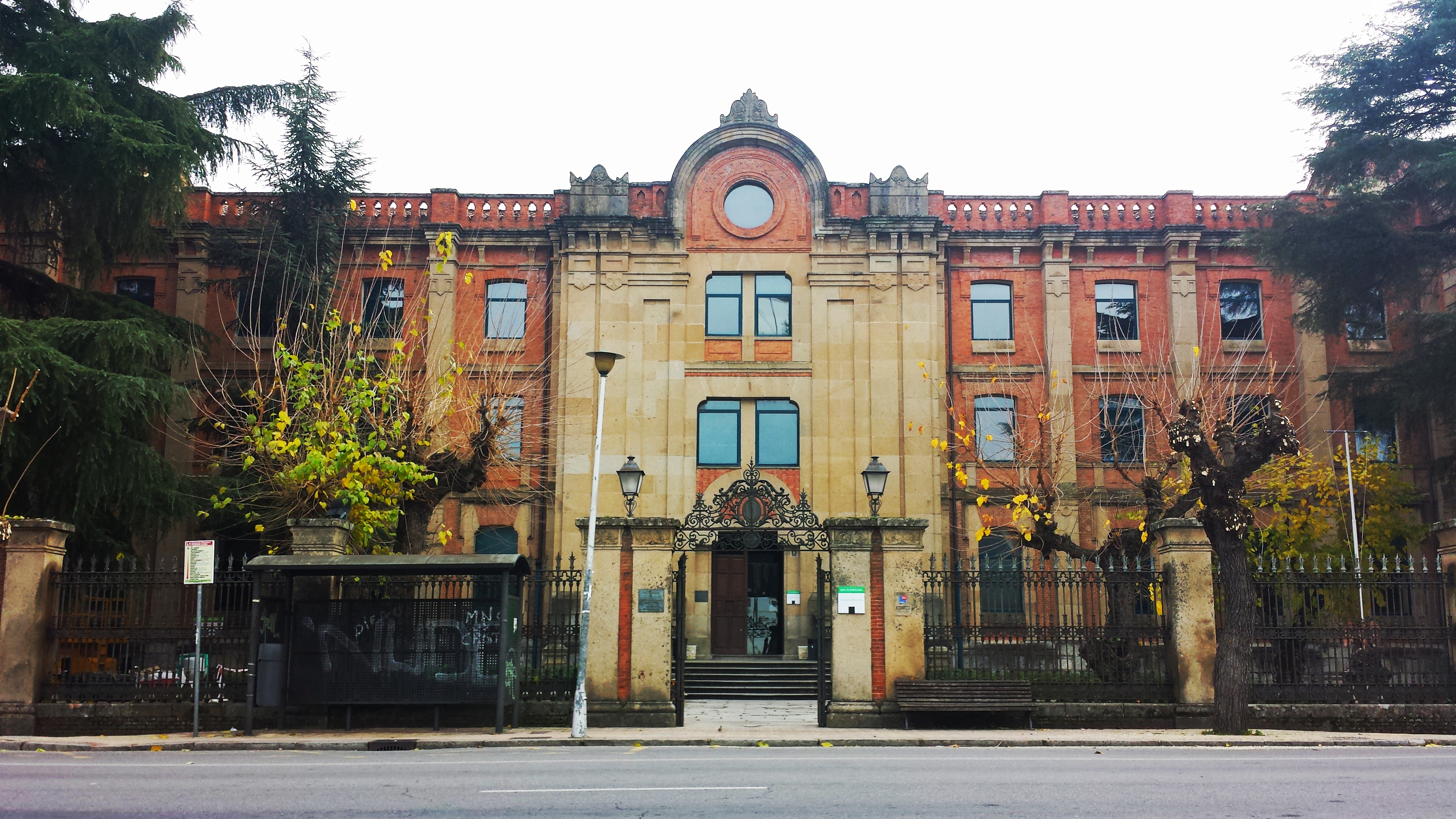
Fachada Principal del Centro Universitario de Plasencia

El campus de Plasencia se sitúa en el centro de la ciudad de Plasencia, en el cruce de las avenidas Virgen del Puerto con Avenida de la Salle, entre el Parque de la Coronación, el Parque del Marqués de la Constancia, el Parque San Calixto y el barrio de Miralvalle, y a muy poca distancia del Acueducto de Plasencia y el Parque de los Pinos. 
Tiene accesos por las dos vías entre las que se sitúa, siendo la de la Avenida Virgen del Puerto la más monumental y la de la Avenida de la Salle la que da entrada al párking.

### Transporte público
La estación de autobuses se sitúa sólo a unas decenas de metros de distancia del campus, mientas que dos de las líneas de autobuses urbanos de la ciudad tienen parada en la entrada principal del centro.
| Línea | Trayecto                                  | Recorrido | Frecuencia | Número de parada en el Campus |
| ----- | ----------------------------------------- | --------- | ---------- | ----------------------------- |
|       | Polígono industrial- Bº Gabriel y Galán   | Recorrido | 15 minutos | 11 y 12                       |
|       | Bº San Miguel- Hospital Virgen del Puerto | Recorrido | 20 minutos | 11 y 12                       |

## Historia

### Antecedentes

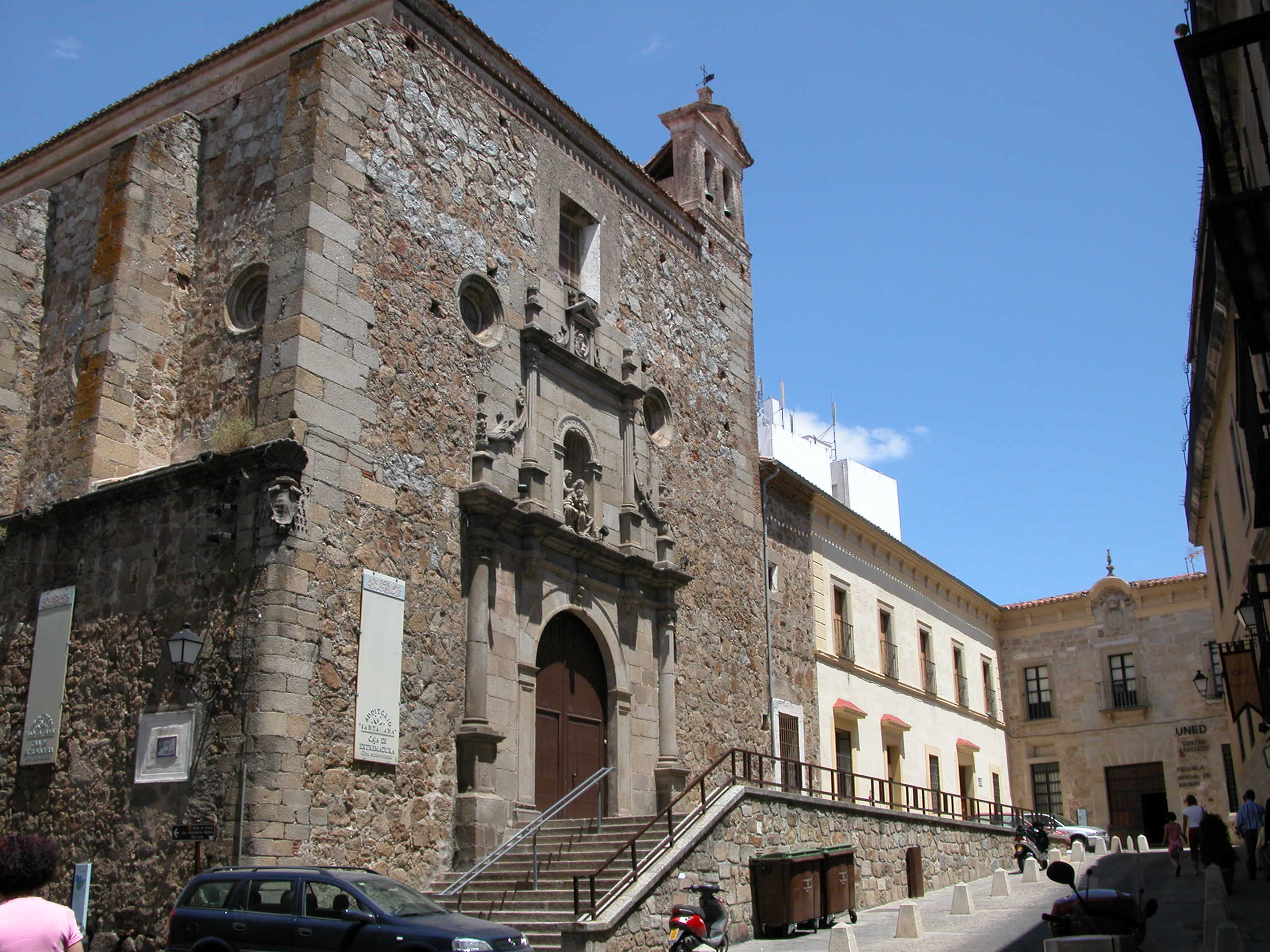
Complejo de Santa Ana, primer lugar en albergar estudios universitarios en Extremadura.

Plasencia fue la primera ciudad extremeña en albergar estudios universitarios. En el siglo XVI tuvo una escuela de gramática, dependiente de la Universidad de Salamanca. 
También y dependiente de los jesuitas, en el edificio conocido como Colegio de los Jesuitas y que ocupan ahora la Universidad Nacional de Educación a Distancia y la Escuela Oficial de Idiomas, donde se impartían desde 1562 estudios de Arte, Gramática, Filosofía y Teología. Esta fue la más antigua de las instituciones de enseñanza que la orden religiosa fundó en Extremadura y de las primeras realizadas en España. El colegio fue desmantelado con la expulsión de los jesuitas en el siglo XVIII
Una vez desmantelado este edificio en 1767 el obispo González Laso plantea que continúe con su labor docente en estudios superiores y albergue en él la Universidad de Extremadura.
En el año 1565 se abre el llamado colegio del Río o colegio de San Fabián,  fundado, en manda testamentaria, por Fabián de Monroy, Arcediano de Plasencia y Béjar, en lo que fuera su antiguo palacio, en las inmediaciones del río Jerte, donde se imparten estudios universitarios y que depende de los Dominicos.
Durante los años 60 del siglo XX funcionó también una escuela de magisterio en la Casa del Deán.
Con posterioridad, la Diputación Provincial de Cáceres estableció una Escuela de Enfermería, situada en el hospital psiquiátrico, que funcionaría como centro adscrito a la Universidad de Extremadura y la Caja de Ahorros de Plasencia haría lo propio con una Escuela de Empresariales, situada en la calle Martín Palomino.

### Fundación del campus

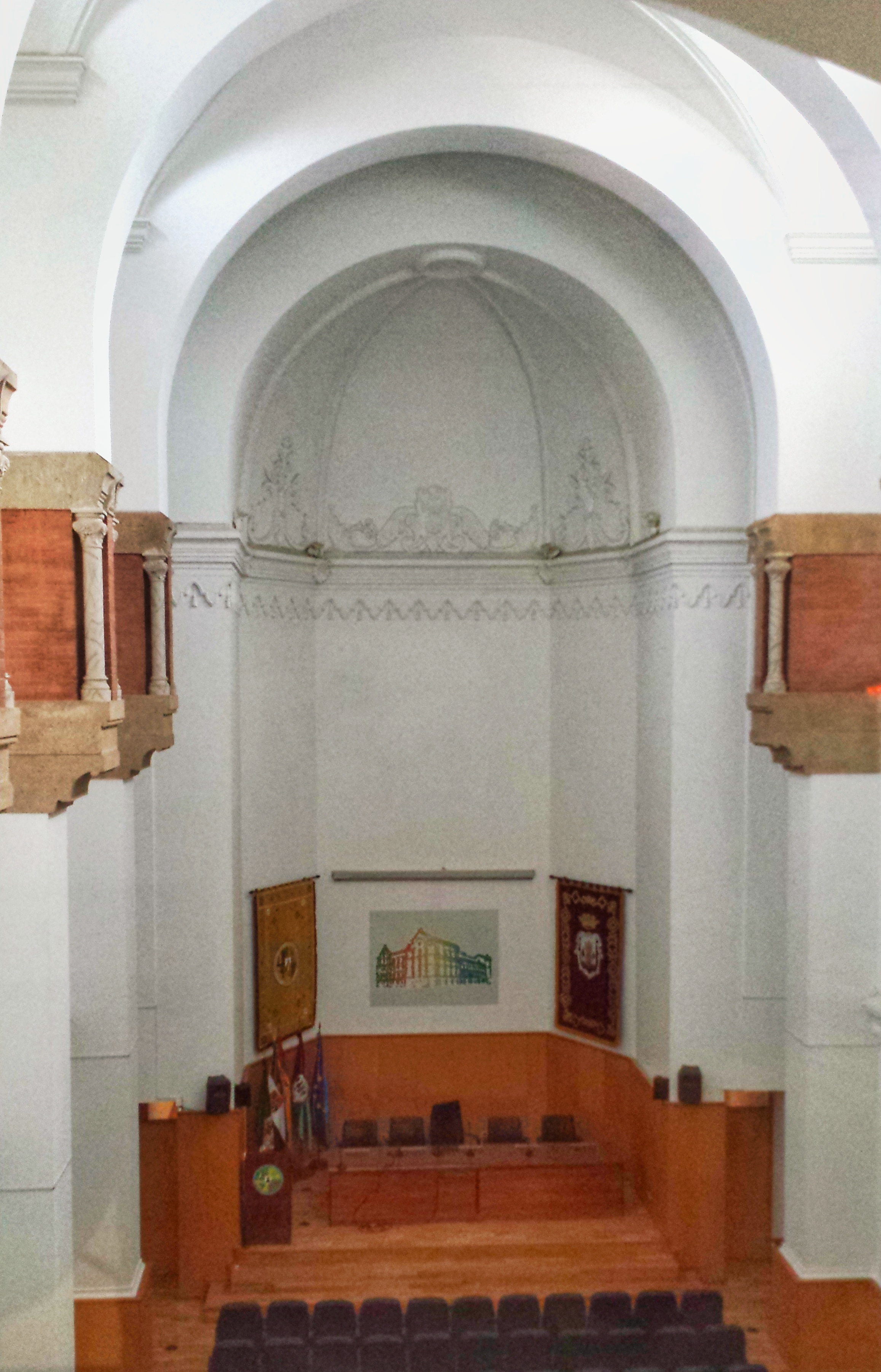
Salón de actos del Centro Universitario de Plasencia, antigua capilla.

El actual campus de la Universidad de Extremadura en Plasencia surge en 1998 como consecuencia de la integración en el seno de dicha universidad en 1998 de los dos Centros Adscritos que existían en la ciudad, financiados hasta ese momento con fondos públicos o semipúblicos. Estos Centros Adscritos eran la Escuela Universitaria de Enfermería “Ntra. Sra. Virgen del Puerto”, financiada por la  Diputación Provincial de Cáceres, y la Escuela Universitaria de Estudios Empresariales de Plasencia, financiada a su vez por la Caja de Ahorros de Extremadura.
La Consejería de Educación y Juventud de la Junta de Extremadura, por Decreto 114/1998, de 9 de septiembre (D.O.E. de 17 de septiembre), autorizó la integración en la Universidad de Extremadura de las dos Escuelas citadas, significándose en el artículo 1º que las titulaciones que se integran, Diplomatura en Enfermería y en Ciencias Empresariales, serían impartidas en el centro multicurricular denominado provisionalmente “Centro Universitario de Plasencia”.

### Ampliación
En el curso académico 1999/2000 se implantan los estudios de Diplomado en Podología e Ingeniería Técnica Forestal (especialidad en Explotaciones Forestales), con lo que se completan los estudios que la Universidad de Extremadura posee en la Ciudad de Plasencia.

### Número de alumnos por titulación
Los alumnos del Campus de Plasencia se distribuyen en los dos últimos cursos siguiendo la siguiente tabla, en la que se muestran tanto el total de los alumnos matriculados, como los que han ingresado por primera vez en los estudios, así como los alumnos que han terminado su formación académica en el campus. 
| Escuela             | Año de fundación | Nota de corte | Alumnos preinscritos en primera opción | Alumnos preinscritos en primera opción | Alumnos preinscritos en primera opción | Alumnos de nuevo ingreso | Alumnos de nuevo ingreso | Alumnos de nuevo ingreso | Total de alumnos matriculados | Total de alumnos matriculados | Total de alumnos matriculados | Alumnos egresados | Alumnos egresados | Alumnos egresados |
| Escuela             | Año de fundación | Nota de corte | Curso 2014-2015                        | Curso 2015-2016                        | Curso 2016-2017                        | Curso 2014-2015          | Curso 2015-2016          | Curso 2016-2017          | Curso 2014-2015               | Curso 2015-2016               | Curso 2016-2017               | Curso 2013-2014   | Curso 2014-2015   | Curso 2016-2017   |
| ------------------- | ---------------- | ------------- | -------------------------------------- | -------------------------------------- | -------------------------------------- | ------------------------ | ------------------------ | ------------------------ | ----------------------------- | ----------------------------- | ----------------------------- | ----------------- | ----------------- | ----------------- |
| Enfermería          | 1973             | 8.360         | 245                                    | 241                                    | 313                                    | 104                      | 124                      | 102                      | 392                           | 431                           | 396                           | 134               | 92                | 127               |
| ADE                 | 1973             | 5.000         | 56                                     | 70                                     | 33                                     | 43                       | 25                       | 40                       | 237                           | 262                           | 227                           | 35                | 31                | 48                |
| Ingeniería Forestal | 1998             | 5.270         | 38                                     | 42                                     | 41                                     | 32                       | 22                       | 31                       | 206                           | 215                           | 198                           | 10                | 17                | 20                |
| Podología           | 1998             | 5.536         | 137                                    | 92                                     | 186                                    | 79                       | 63                       | 66                       | 258                           | 249                           | 256                           | 47                | 54                | 50                |

Número de alumnos totales en el Campus Universitario de Plasencia por curso universitario:

## Información académica

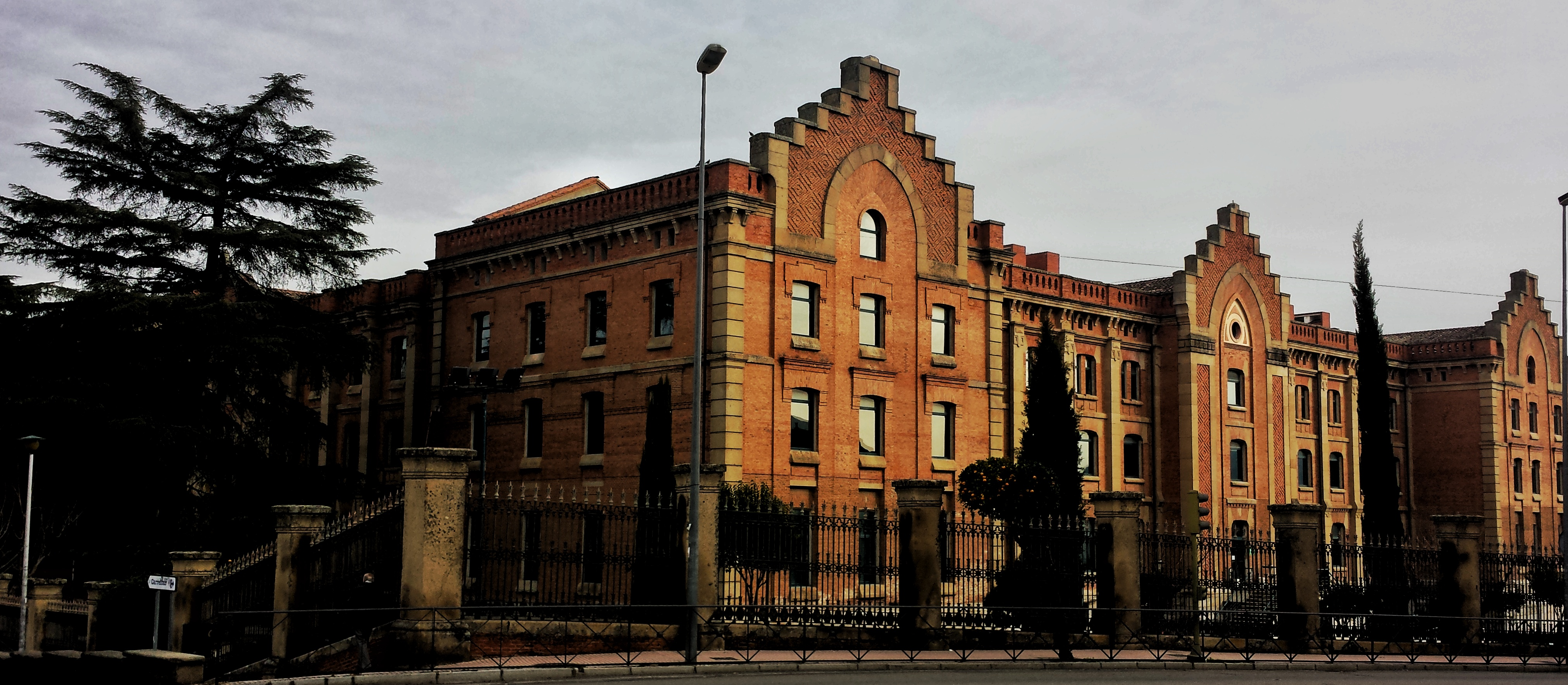
Vista del Campus de Plasencia desde la Avenida Juan Carlos I

El campus se organiza en torno a cuatro grados universitarios, de distinta naturaleza: Grado en Enfermería, Grado en ADE, Grado en Ingeniería Forestal y del Medio Natural, especialidad en Explotaciones Forestales y Grado en Podología.
Anualmente se oferta también un curso de Especialista en Sistemas de Información Geográfica.

## Estudios Académicos

### Enfermería
Los estudios de Grado en Enfermería que ofrece el Centro Universitario de Plasencia tienen una duración de cuatro años y 240 créditos ECTS. El plan de estudios está basado en la necesidad del perfil de enfermero que demanda la sociedad actual.
El Grado de Enfermería forma enfermeros con preparación tanto científica como humana y con una capacitación suficientes para identificar, valorar, evaluar y actuar ante las necesidades de salud y de cuidados de las personas, de las familias y la comunidad.
Para la realización de las prácticas necesarias en esta titulación, la Universidad de Extremadura tiene convenios con diversos Centros Sanitarios públicos y privados concertados para que los alumnos las realice en el Área de Salud de Plasencia-Navalmoral de la Mata y Área de Salud de Coria, con suficientes Hospitales, Centros de Salud, Clínicas, Geriátricos, etc., cubriendo de este modo un amplio espectro formativo.
Cada año la Universidad de Extremadura oferta en esta titulación en Plasencia 100 plazas para estudiantes de nuevo ingreso.

### Podología
El título de Grado en Podología  consta de 240 créditos ETCS, repartidos a lo largo de cuatro cursos académicos.
El grado está encaminado a formar profesionales en la recepción, diagnóstico y tratamiento de las afecciones de los pies, así como el uso de técnicas podológicas quirúrgicas, ortopodológicas, farmacológicas, radiológicas y físicas necesarias. Los profesionales formados en podología son capaces de diseñar planes de intervención integral o tratamiento podológico e interactuar en entornos multidisciplinares, como corresponde a profesionales de la salud.
Esta titulación oferta cada año 65 plazas de nuevo ingreso.

### Administración y Dirección de Empresas

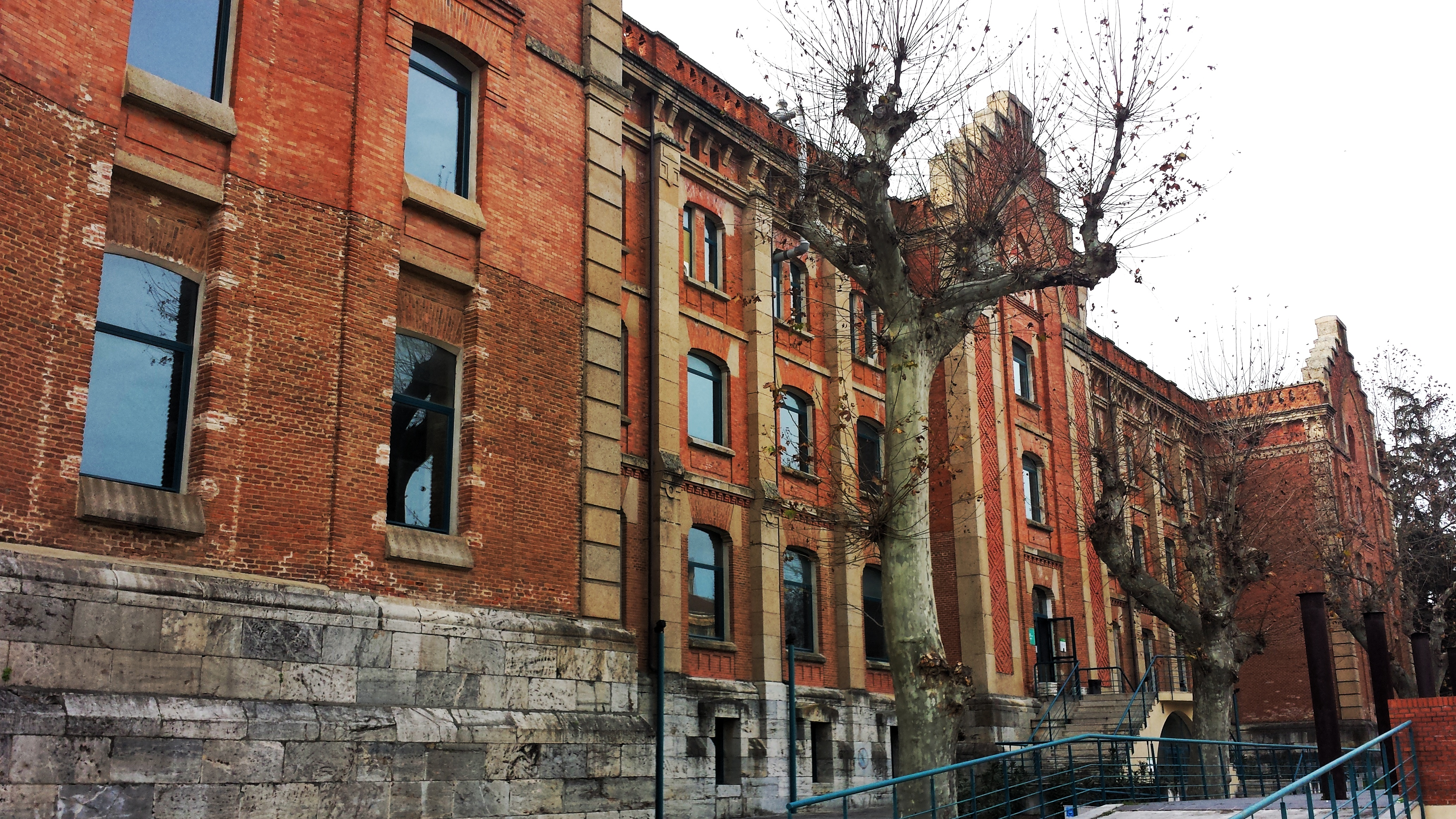
Fachada lateral del Centro Universitario de Plasencia

El Grado en Administración y Dirección de Empresas tiene una duración de cuatro años académicos y un total de 240 créditos ETCS. Se dota a los alumnos con una formación versátil, que les permita, una vez finalizados sus estudios, desempeñar un amplio abanico de funciones dentro del mundo empresarial, que van desde la gestión, la organización, la planificación y el asesoramiento de tanto empresas como administraciones públicas, dentro de una gran variedad de ambientes áreas funcionales: financiación, inversión, producción, comercialización, recursos humanos, contabilidad, administración...
La Universidad de Extremadura tiene firmados convenios con diversas empresas del norte de la región, para que los alumnos del Grado en ADE puedan realizar en ellas sus prácticas y ampliar su formación.
Anualmente esta titulación oferta 75 plazas para estudiantes de nuevo ingreso.

### Ingeniería Forestal y del Medio Natural

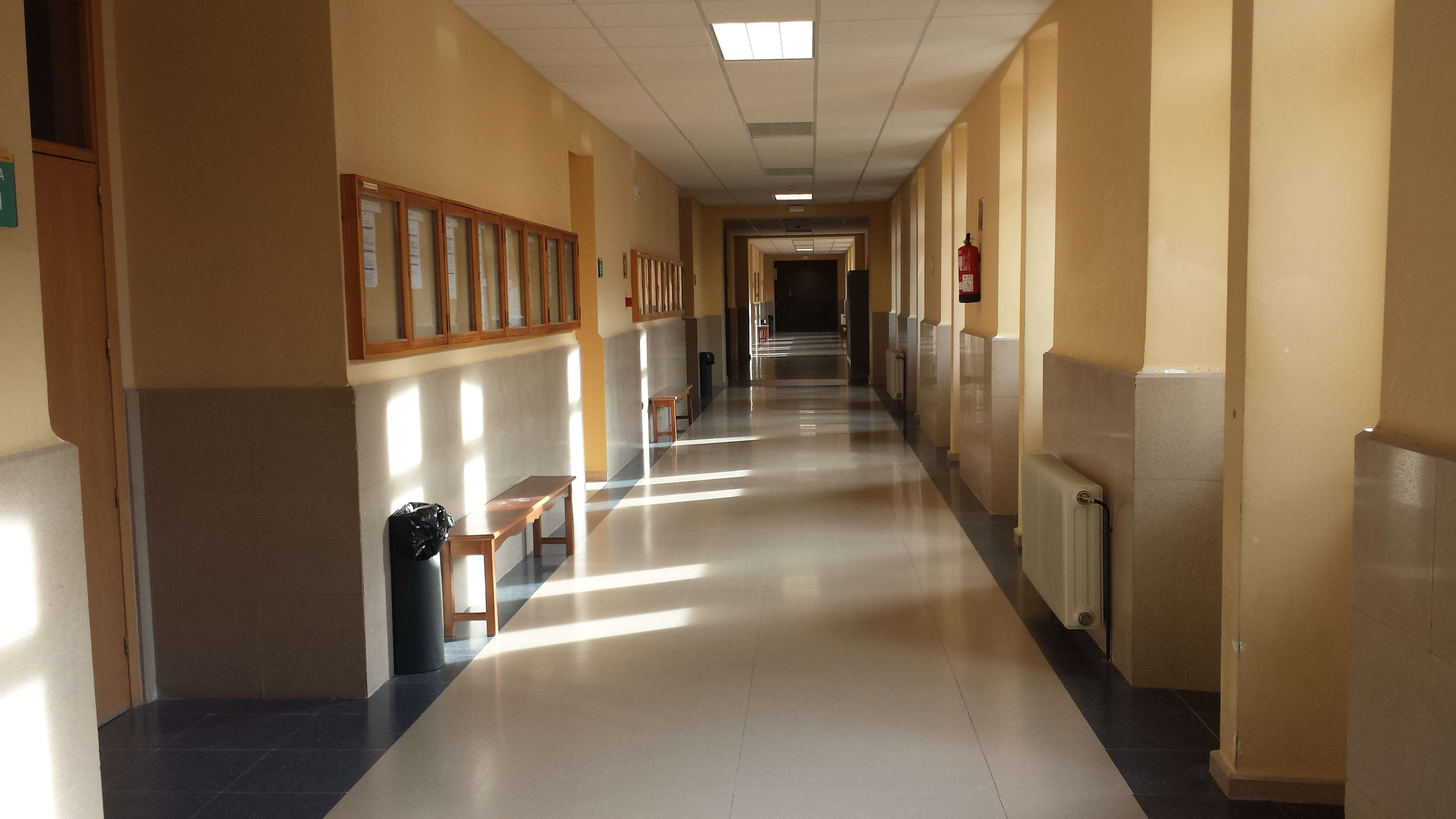
Espacio del Grado de Ingeniería Forestal en el Centro Universitario de Plasencia

El Grado en Ingeniería Forestal y del Medio Natural tiene una duración académica de cuatro años y 240 créditos ECTS. Tras la superación de todas las asignaturas, los alumnos deben elaborar y defender un Proyecto Fin de Grado, en el que se sintetizan y ponen en práctica todos los conocimientos adquiridos durante los estudios.
Estos estudios tienen por objeto formar técnicamente a especialistas en la gestión y defensa del Medio Natural. Dado que las funciones principales de los ingenieros forestales están encaminadas al aprovechamiento de los recursos naturales de un modo sostenible, que garantice su uso presente y futuro por la sociedad, la formación académica abarca tanto todos los aspectos fundamentales de la ingeniería, como los de las ciencias del Medio Ambiente. Los estudios se complementan, además con materias propias de los ecosistemas forestales y de la gestión del territorio y una oferta amplia de asignaturas optativas. 
Durante éstos estudios se realizan multitud de prácticas, las cuales se desarrollan en laboratorios, invernaderos y en el campo. Como complemento formativo durante los cursos académicos se visitan zonas forestales de interés en numerosas visitas docentes programadas regularmente todos los años.
Las competencias profesionales de los Ingenieros Forestales, son numerosas, destacando las siguientes: Ordenación de Montes Arbolados y Dehesas, Gestión de Especies y Espacios Naturales Protegidos, Prevención y Extinción de Incendios Forestales, Restauración Hidrológico-Forestal, Repoblaciones, Proyectos de Jardinería y Paisajismo, Ordenación Cinegética, Mediciones y Levantamientos Topográficos, Estudios de Impacto Ambiental, Valoración de Montes y Fincas Rústicas, Peritaciones y Tasaciones, etc.
El grado en este campus cuenta anualmente con 60 plazas de nuevo ingreso.

### Centros de investigación
La Universidad cuenta con un Centro de Investigación Forestal en el campus de Plasencia. 

### Otros estudios

#### Cursos de especialización
Cada año se oferta un curso de Especialista en Sistemas de Información Geográfica, organizado por la Universidad de Extremadura, con un número variable de alumnos, dependiendo de la matriculación, que oscila entre 20 y 100.

#### Universidad de Mayores
En este campus, la Universidad de Extremadura, también ofrece formación dentro de su programa de Universidad de Mayores, constando de cinco cursos académicos.

## Instalaciones

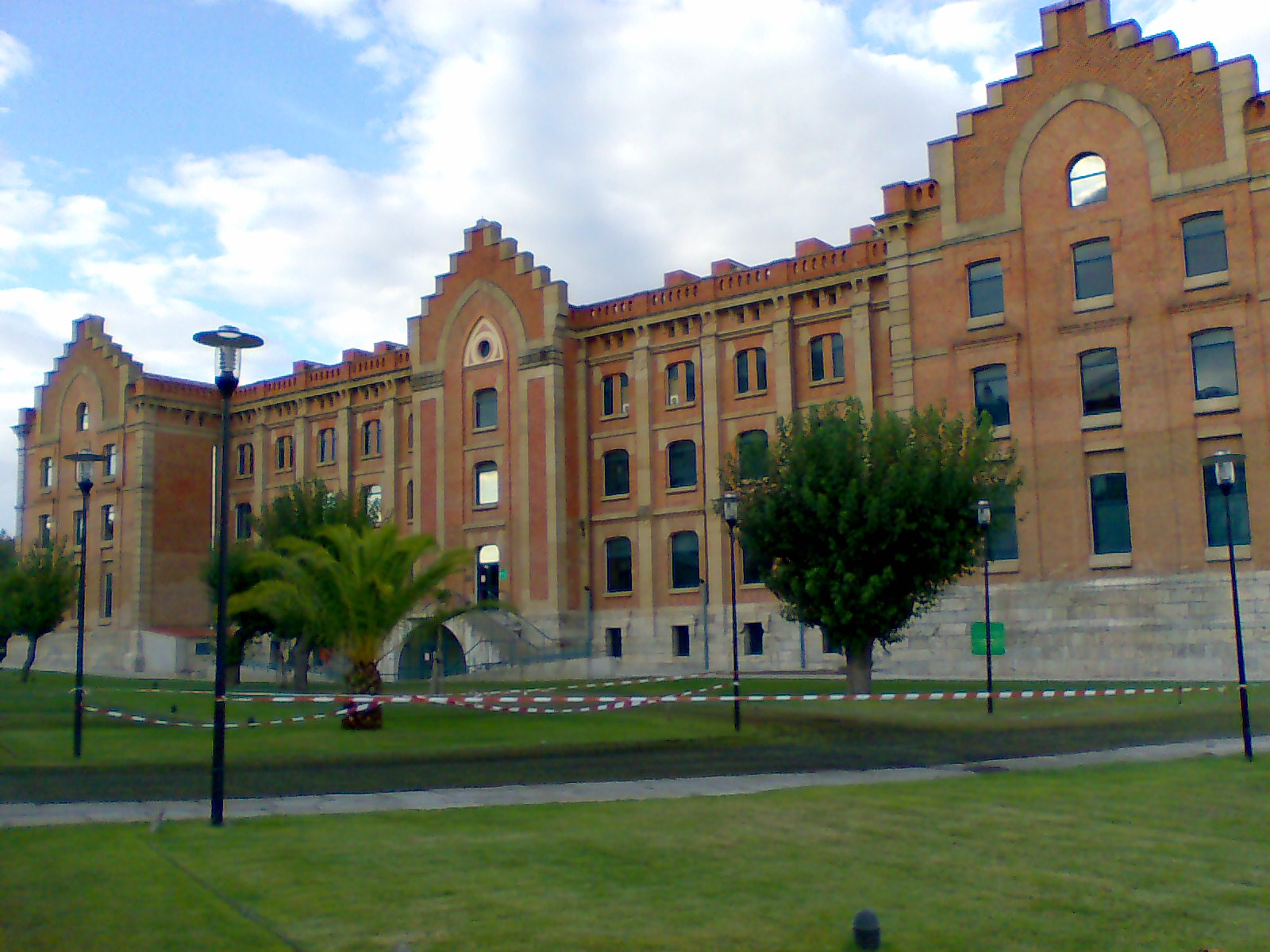
Campus de Plasencia.

### Edificio principal
Cuando en 1998 se integra el campus dentro de la Universidad de Extremadura, se acondiciona el que fuera antiguo Colegio de la Merced para niñas huérfanas y posteriormente Cuartel del Ejército. 

### Historia de inmueble

#### Colegio de Niñas Huérfanas
Es un edificio de ladrillo rojo y de estilo ecléctico de influencia neomudéjar que se construyó entre los años 1895 y 1904, por orden de Calixto Payáns y Vargas, Marqués de la Constancia y Vizconde de Barrado, adaptándolo para actividades académicas.

#### Cuartel Militar
Posteriormente sería conocido como el Cuartel de "La Constancia", dado que fue utilizado por el Ejército de Tierra entre el periodo comprendido entre el año 1940 hasta  el año1992. Como cuartel militar, el edificio acogió el Regimiento Órdenes Militares 37, el Grupo de Operaciones especiales COE 12 y el CIR Centro. Llegó a albergar hasta un millar de personas en sus momentos de mayor ocupación.

### Descripción física
El solar tiene una superficie de 25.116 m² con una edificación principal que ocupa, en planta baja, una superficie de 4.649,84 m². La superficie construida total del edificio es de 20.531,33 m². Está rodeado, además, de grandes jardines y aparcamientos sobre césped. 
Es pues un edificio de planta cuadrada, rematada con cuatro torres en las esquinas y cuatro fachadas de acceso por cada una de ellas, desarrollándose de una planta sótano, planta baja, primera, segunda y bajo cubierta.
Tiene tres amplios patios, siendo el mayor, el doble de los otros dos. 

#### Clínica podológica
Se encuentra dentro del edificio principal. En ella realizan prácticas los alumnos del Grado en Podología y presta servicios tanto a la comunidad universitaria como al público en general.
Consta de:
- Cinco gabinetes para Quiropodología.
- Laboratorio de Ortopodología.
- Sala de toma de moldes.
- Laboratorio de Radiología con sala de revelado.
- Laboratorio de Biomecánica.
- Quirófano.
- Sala de curas.
- Sala de limpieza y esterilización para el material.
- Dos salas para exploración y entrega de tratamientos.

Dentro de la Clínica Podológica Universitaria se localizan las unidades de Pie Diabético y Podología Deportiva, en las que se realizan proyectos de prevención, atención e investigación permanente en esos campos para ofrecer una atención integral a los pacientes que a ella acuden.

#### Instalaciones específicas del Grado en Ingeniería Forestal
Dentro de la sección que ocupa esta titulación en el campus, dispone de diversas instalaciones:
- Cartoteca, donde se guardan todos los mapas necesarios para el estudio y que cuentan con ordenadores, una amplia colección de mapas y mesas de trabajo adaptadas al trabajo con este material.
- Sala de Colecciones, con un amplio insectario y muestras de madera, colección botánica, minerales, rocas y enfermedades forestales.
- Sala de computación, digitalización y plotter.
- Sala de material, con telescopios, estaciones topográficas, estaciones de GPS...

#### Biblioteca Central
Está situada dentro del edificio principal y dispone de amplios fondos bibliográficos para cubrir la demanda de las titulaciones que se imparten en el campus.

#### Laboratorios
Las titulaciones de Ingeniería Forestal, Enfermería y Podología cuentan cada una de ellas con modernos laboratorios completos y adaptados para la realización de las prácticas necesarias.

#### Instituto de Lenguas Modernas
El servicio que presta la Universidad de Extremadura en la formación de lenguas modernas, también lo hace en el Campus de Plasencia, donde se imparten los idiomas de inglés y portugués, hasta el nivel B2.

#### Residencia Universitaria
Se halla en la última planta del edificio principal y es un Colegio Mayor que sirve a los universitarios de ambos sexos, puesto que es una residencia mixta, y que estudian en Plasencia. Tiene una capacidad de 104 residentes en habitaciones dobles.

### Invernaderos

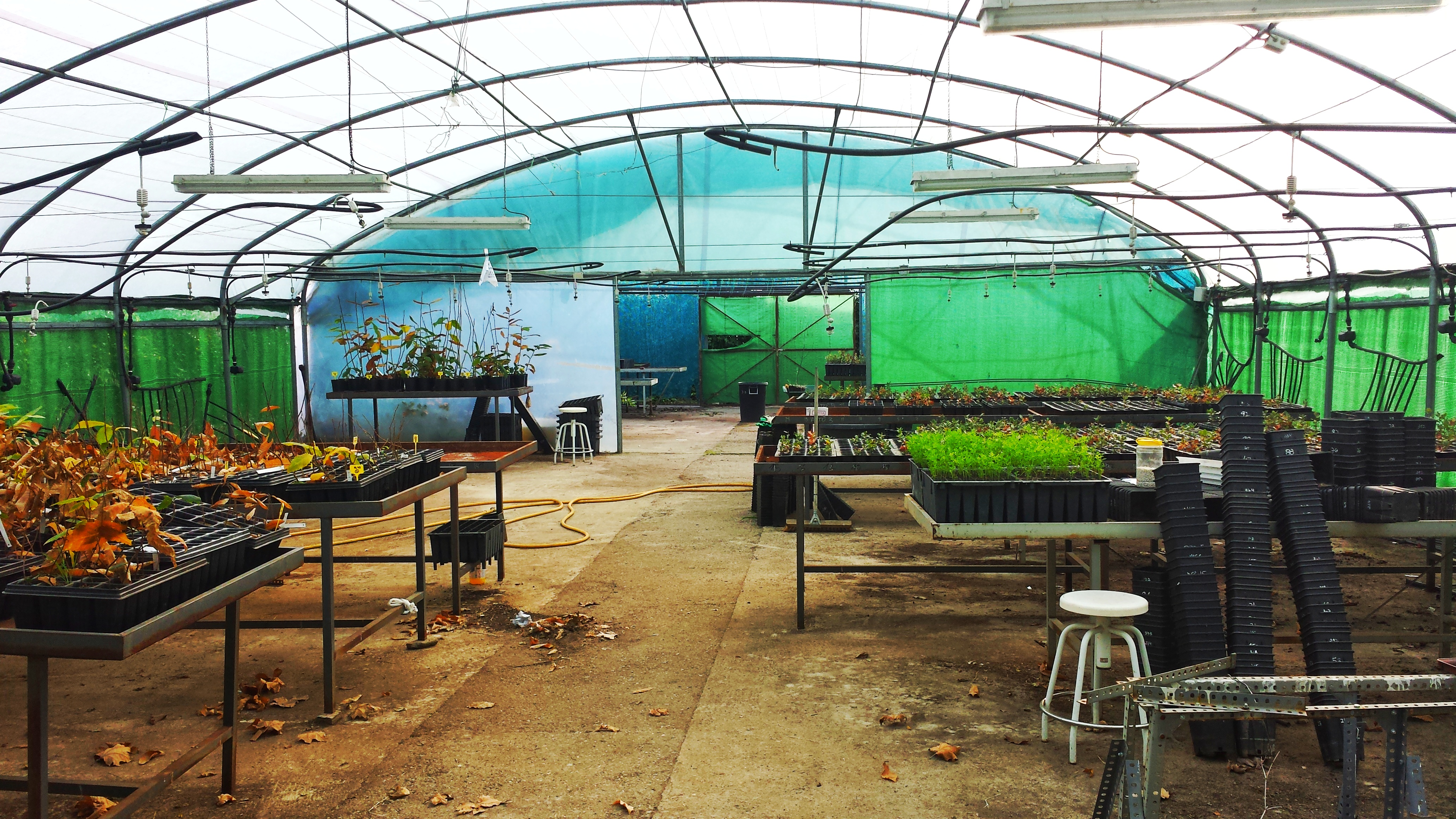
Invernaderos del Centro Universitario de Plasencia

Estas instalaciones constan de dos invernaderos convencionales, y que son usados tanto por los estudiantes del Grado en Ingeniería Forestal para realizar sus prácticas en ellos, como para realizar trabajos de investigación de los alumnos de doctorado.

### Pabellón deportivo

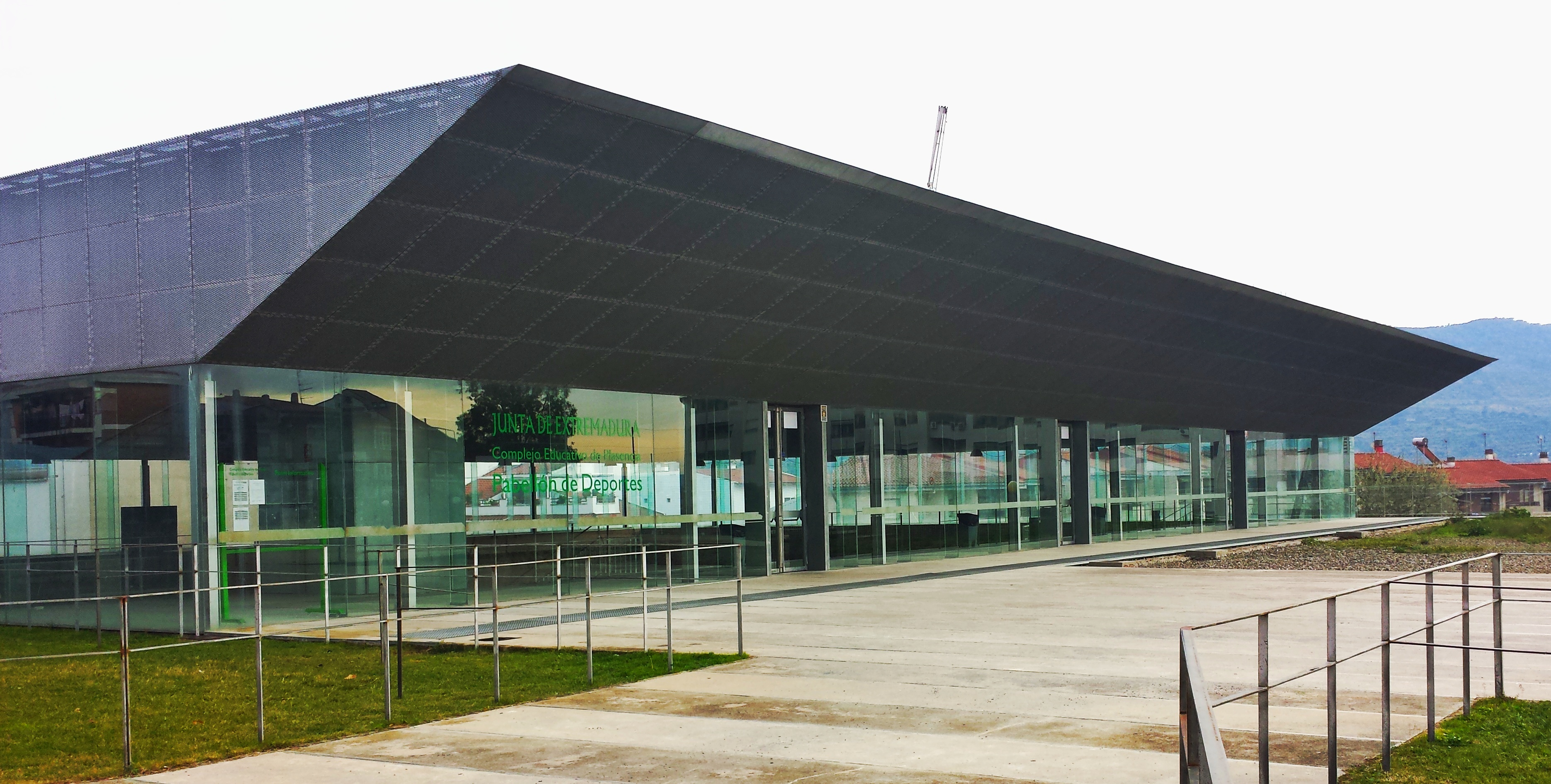
Entrada al pabellón deportivo del Centro Universitario de Plasencia

Es un moderno edificio acristalado y situado bajo la superficie del resto del Campus. Gestionado por la Junta de Extremadura y está reservado su uso para la comunidad universitaria. Consta de varias pistas para practicar deportes, tanto cubiertas como al aire libre y un gimnasio.
Estas instalaciones tienen como objetivo el fomentar y facilitar la actividad física y deportiva como una parte importante de la vida universitaria. Tanto en estas instalaciones, como en otras cercanas, los estudiantes pueden practicar diversas modalidades deportivas: atletismo, fútbol, rugby, montañismo, natación, esquí, piragüismo... 
Los estudiantes del Campus de Plasencia participan también en el Trofeo Rector de la Universidad de Extremadura.

### Cafetería
Se sitúa en un edificio anexo y bajo la superficie del suelo. Es un edificio amplio y espacioso, donde se prestan servicios de cafetería y sirve también de comedor universitario.

## Servicios Culturales
El centro universitario de Plasencia pone regularmente a disposición de la comunidad universitaria una nutrida oferta de actividades culturales que van desde teatro, a conciertos de música y poesía.
Además, como complemento a la formación académica, se desarrollan frecuentemente una gran variedad de congresos, conferencias, cursos, seminarios, exposiciones... 
Toda esta oferta tiene como objetivo el conectar la agenda propia de la vida universitaria con el resto de aspectos de la ciudad, la sociedad y la cultura.

## Tradiciones y Cultura
El día del Centro se celebra el 8 de marzo. Las celebraciones se estructuran en torno a los actos oficiales en los que cada año una de las titulaciones del campus es la encargada de impartir una clase magistral y diversos reconocimiento a profesores y alumnos destacados. Cuenta con la participación del rector de la universidad. 
Dentro de las tradiciones hay que destacar que el Centro Universitario cuenta con una tuna, prácticamente desde los comienzos de existencia del campus como tal. 

## Comunidad

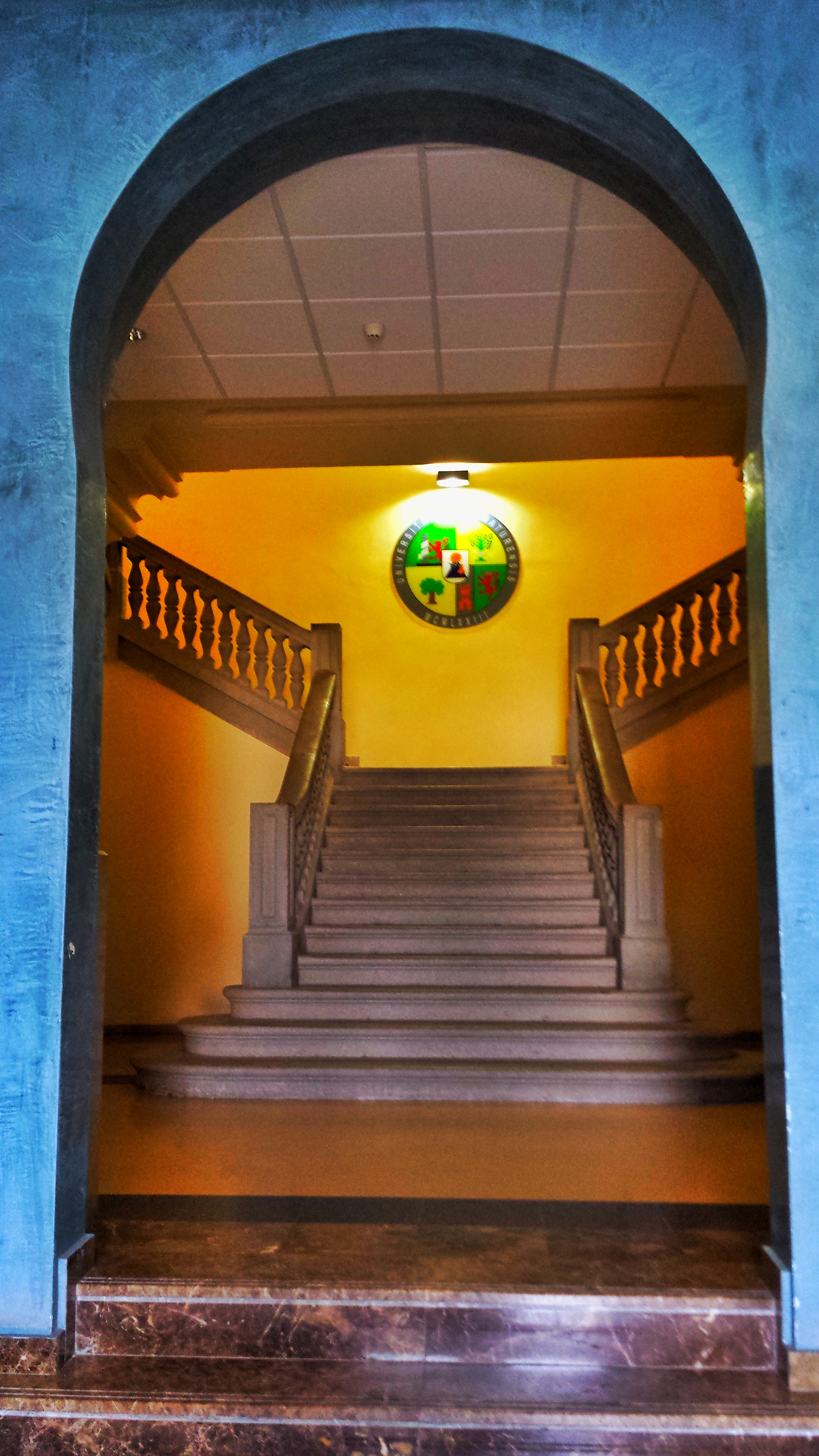
Escaleras principales del Centro Universitario de Plasencia

### Estudiantes
Durante el curso 2014/2015 había matriculados en las diferentes titulaciones del centro un total de 1175 alumnos.

### Profesores
Durante el curso 2014/2015 había 111 profesores trabajando en el Centro Universitario de Plasencia, de los cuales 37 son doctores.